# Francisco Villar
Francisco Villar Liébana (Torredonjimeno, 23 maggio 1942) è un linguista e glottologo spagnolo, professore di linguistica indoeuropea all'Università di Salamanca dal 1979 e autore di numerosi lavori fondamentali della moderna indoeuropeistica.

## Biografia

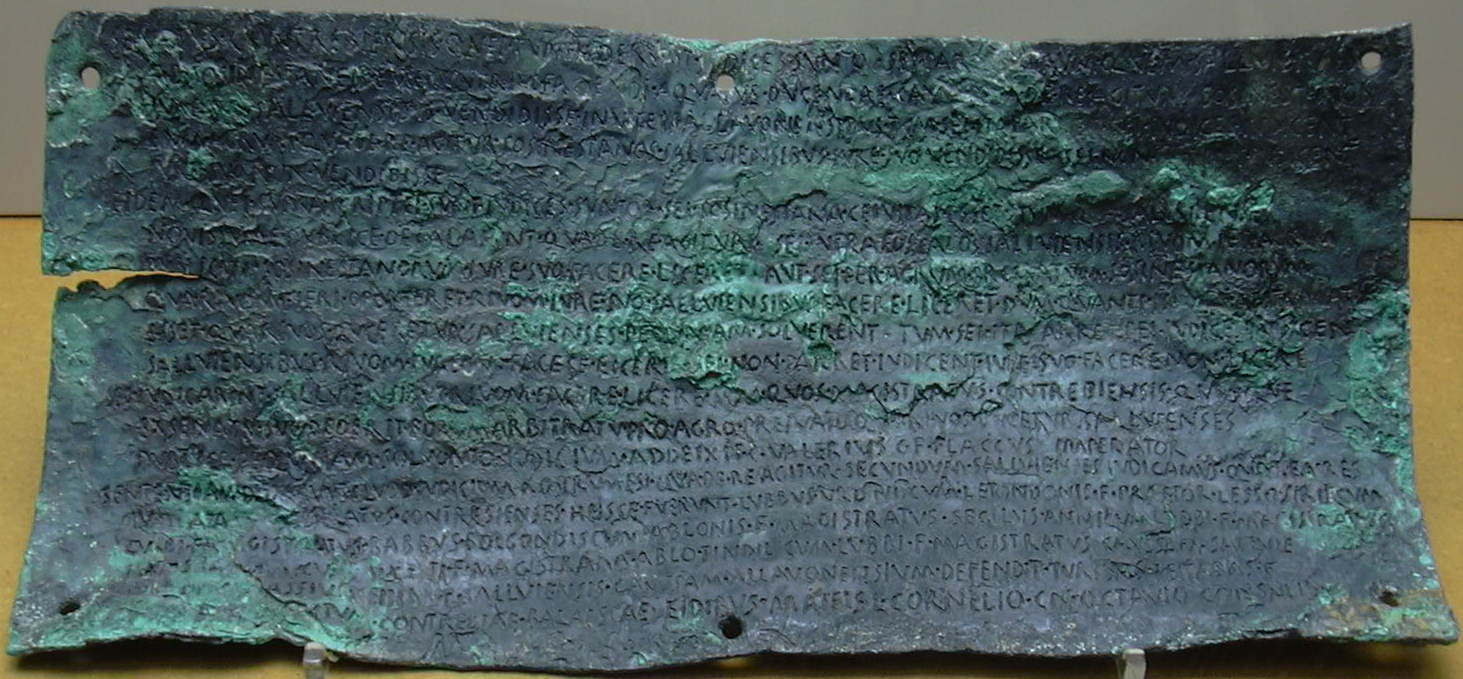
Un Bronzo di Botorrita, tra le più importanti testimonianze della lingua dei Celtiberi. Risalenti al I secolo, sono redatti in alfabeto iberico

Allievo di Francisco Rodríguez Adrados, ha condotto numerosi studi sulla Spagna preromana, contribuendo tra l'altro alla comprensione dei Bronzi di Botorrita (le più importanti testimonianze della lingua celtiberica e, più ampiamente, delle lingue celtiche continentali) e allo sviluppo degli studi sulle lingue della Spagna antica, dal tartessico al lusitano. Ha inoltre apportato fondamentali contributi allo sviluppo dell'indoeuropeistica, in particolare approfondendo il versante linguistico della Teoria kurganica proposta da Marija Gimbutas e contrastando di conseguenza l'Ipotesi anatolica avanzata, in ambito archeologico, da Colin Renfrew; altri filoni delle sue indagini si sono rivolti alla dialettologia indoeuropea e alla ricostruzione del processo di indoeuropeizzazione dell'Eurasia, con particolare attenzione ai contributi provenienti dagli studi di genetica storica di Luigi Luca Cavalli-Sforza.
Tra le sue numerose opere spicca Los Indoeuropeos y los origines de Europa: lenguaje e historia (Gli Indoeuropei e le origini dell'Europa, Il Mulino, 1997), edito nel 1991, tradotto in varie lingue e testo di riferimento per l'indoeuropeistica contemporanea.

## Opere
- Lenguas y pueblos indoeuropeos, 1971.
- Origen de la flexión nominal indoeuropea, Madrid, Instituto "Antonio de Nabrija", 1974, SBN UBO3376317.
- Dativo y locativo en el singular de la flexión nominal indoeuropea, Salamanca, Ediciones Universidad de Salamanca, 1981, ISBN 84-7481-146-5.
- Ergatividad, acusatividad y género en la familia lingüística indoeuropea, Salamanca, Ed. Universidad de Salamanca, 1983, ISBN 84-7481-249-6.
- Los indoeuropeos y los orígenes de Europa. Lenguaje e historia, Madrid, Gredos, 1991 (19962), ISBN 84-249-1471-6, ISBN 84-249-1787-1.
  - Ediz. ital.  Gli Indoeuropei e le origini dell'Europa, traduzione di Donatella Siviero, Bologna, Il Mulino, 1997 (20082), ISBN 978-88-15-12706-8.
- Estudios de celtibérico y de toponimia prerromana, Salamanca, Universidad, 1995, ISBN 84-7481-809-5.
- Indoeuropeos y no indoeuropeos en la Hispania prerromana. Las poblaciones y las lenguas prerromanas de Andalucía, Cataluña y Aragón según la información que nos proporciona la toponimia, Salamanca, Universidad de Salamanca, 2000, ISBN 84-7800-968-X.
- El 4. bronce de Botorrita (Contrebia Belaisca): arqueología y lingüística, Salamanca, Ediciones Universidad de Salamanca, 2001, ISBN 84-7800-875-6.
- Vascos, Celtas e Indoeuropeos. Genes y lengua, con Blanca M. Prosper, Salamanca, Ediciones Universidad de Salamanca, 2005, ISBN 84-7800-530-7.